# Bagatellsteuer
Als Bagatellsteuern werden in der Finanzwissenschaft und in der Steuerlehre Steuerarten bezeichnet, deren Steuereinnahmen lediglich einen geringen Teil des gesamten Steueraufkommens einer Gebietskörperschaft ausmachen. Bis zu welchem konkreten Anteil am Gesamtsteueraufkommen eine Steuer als Bagatellsteuer zu beurteilen ist, kann finanzwissenschaftlich nicht bestimmt werden. Der Wissenschaftliche Beirat beim Bundesministerium der Finanzen zieht die Grenze bei 0,1 % des Gesamtsteueraufkommens. Erreicht mithin eine bestimmte Steuerart lediglich bis zu 1 Million Euro am gesamten Steueraufkommen einer Gebietskörperschaft von 1 Milliarde Euro, gilt sie als Bagatellsteuer. Das Deutsche Steuerzahlerinstitut sieht eine Grenze von 0,2 %.

## Finanzwissenschaft
Die Einstufung als Bagatellsteuer kann zur Folge haben, dass diese Steuerart abgeschafft wird, weil die Verwaltungskosten der Steuererhebung durch die Finanzverwaltung im Hinblick auf die erzielten Steuereinnahmen unwirtschaftlich sind. Die Abschaffung von Bagatellsteuern ist jedoch nicht zwingend. Die Finanzwissenschaft begründet die Erhebung von Bagatellsteuern mit dem jeweils unterschiedlich hohen Beitrag dieser Steuern zum Steueraufkommen der einzelnen Gebietskörperschaften und weist auf manche Ergänzungs- und Folgefunktionen der Bagatellsteuern im gesamten Steuersystem hin.

## Deutschland
Je nach Ertragshoheit wurden in Deutschland unter anderem folgende Steuerarten wegen des Charakters einer Bagatellsteuer abgeschafft:
| Ertragshoheit   | Steuerart                                                                                                | Jahr der Abschaffung |
| --------------- | --- | -------------------- |
| Bundessteuern   | Essigsäuresteuer Gesellschaftsteuer Leuchtmittelsteuer Salzsteuer Teesteuer Zuckersteuer Zündwarensteuer | 1981 1991 1993 1981  |
| Gemeindesteuern | Getränkesteuer Jagdsteuer Lohnsummensteuer                                                               | 2010 2013 (NRW) 1980 |

Die Wechselsteuer war zwar ebenfalls eine Bagatellsteuer, wurde jedoch 1992 wegen der eingetretenen Bedeutungslosigkeit des Wechsels als Finanzinstrument abgeschafft. 
Ertragshoheit der Länder und Gemeinden
Von den Ländern erhobene Bagatellsteuern sind die Biersteuer, die Feuerschutzsteuer und die Spielbankabgabe.
Aufgrund ihres Steuerfindungsrechts für die örtlichen Verbrauch- und Aufwandsteuern erheben viele Kommunen unterschiedliche Bagatellsteuern, die beispielsweise in Baden-Württemberg rund 2 % der gemeindlichen Steuereinnahmen ausmachen.
Beispiele für bestehende kommunale Bagatellsteuern:
| Steuerart                          | Steueraufkommen in Mio. Euro | Jahr |
| ---------------------------------- | ---------------------------- | ---- |
| Hundesteuer                        | 335                          | 2016 |
| Jagd- und Fischereisteuer          | 09,4                         | 2016 |
| Vergnügungsteuer                   | 984                          | 2016 |
| Zweitwohnungsteuer                 | 135                          | 2016 |
| Schankerlaubnissteuer              | 00,396                       | 2016 |
| Kurtaxe, Bettensteuer, Hotelsteuer |                              |      |
| Pferdesteuer                       |                              |      |

Die Jagd- und Fischereisteuer wird in Bayern, Berlin, Hamburg, Bremen, Thüringen, Sachsen-Anhalt, Mecklenburg-Vorpommern, Sachsen und Nordrhein-Westfalen nicht erhoben, die Vergnügungsteuer wird in Bayern nicht erhoben.
Zwar sind viele Steuerarten innerhalb der Kommunalabgaben Bagatellsteuern wie viele Aufwand- und Verbrauchsteuern (Hundesteuer, Vergnügungsteuer), werden aber dennoch erhoben, weil sie in ihrer Gesamtheit Bedeutung für den Gemeindehaushalt besitzen oder als Lenkungssteuer fungieren.

## Österreich
In Österreich wurde die Salzsteuer nach dem Beitritt zur EG im Jahr 1995 abgeschafft, die Gesellschaftsteuer wurde im Jänner 2016 aufgehoben. Im Juli 2020 folgte die Schaumweinsteuer. Vorarlberg erhebt weiterhin die Kriegsopferabgabe und die Fischereiförderungsabgabe.

## Schweiz
In der Schweiz besteht ein Salzmonopol der Kantone. 25 der 26 Kantone haben ihr Salzregal 1973 in einem Konkordat an die Schweizerischen Rheinsalinen abgetreten. Der Kanton Waadt lässt sich nur von der Saline de Bex mit Salz beliefern. Die Kantone erheben auf das Salz auch eine Steuer, die Regalgebühr. Bei den Rheinsalinen beträgt diese Gebühr derzeit 175 Franken pro Tonne Speisesalz oder 17,5 Rappen pro Kilopackung, beim Streusalz 1 Franken pro Tonne. Die Billettsteuer ist inzwischen in den meisten Kantonen abgeschafft, lediglich im Kanton Luzern wird sie noch in einigen Gemeinden erhoben.

## Wirtschaftliche Aspekte
Bagatellsteuern knüpfen an dem spezifischen Verbrauchs- oder Konsumverhalten der Verbraucher an, was zu einer ungerechten und ungleichmäßigen Verteilung der Steuerlasten führt, weil die mit der Bagatellsteuer belasteten Steuerträger mehr Steuern zahlen müssen als Steuerzahler mit gleicher Leistungsfähigkeit und anderen Verbrauchs- oder Konsumgewohnheiten. Unter dem Aspekt der Steuergerechtigkeit eignen sich Bagatellsteuern deshalb nicht zur Finanzierung öffentlicher Aufgaben. Im Sinne einer Steuervereinfachung wäre es daher zielführend, sämtliche Bagatellsteuern abzuschaffen.
Viele neuere Steuerarten waren bereits bei ihrer erstmaligen Erhebung als Bagatellsteuern einzustufen (Alkopopsteuer im Juli 2004, Luftverkehrsteuer im Januar 2011). Ihre Beibehaltung zeigt, dass nicht wirtschaftliche, sondern andere Gründe für ihre weitere Erhebung sprechen. Besteuerungsmotive können auch der Jugendschutz (Alkopopsteuer) oder Umweltschutz (Luftverkehrsteuer) sein. Die Salzsteuer war 1872 die wichtigste Einnahme im Deutschen Reich neben den Zöllen und wurde 1993 als Bagatellsteuer wieder abgeschafft. Andere Steuerarten wiederum wie die Versicherungsteuer haben sich von einer zunächst eher als Bagatellsteuer zu betrachtenden Steuer zu einer Art „Cashcow“ für den Bundeshaushalt entwickelt. Hieraus zeigt sich, dass die Dynamik der Staatseinnahmen im Hinblick auf Steuerarten für die Steuerpolitik kaum vorhersehbar ist.
Der zu beobachtenden Tendenz zur Abschaffung kommunaler Bagatellsteuern steht auch das finanzpsychologische Argument entgegen, dass die Steuerverteilung der Steuerlast auf viele Steuerpflichtige erfahrungsgemäß deren Steuerabwehr vermindert.